# Jiddisch-deutsches Glossar zur Schoah
Dies ist ein jiddisch-deutsches Glossar zur Schoah (siehe unter Holocaust). Es erhebt keinen Anspruch auf Aktualität oder Vollständigkeit.

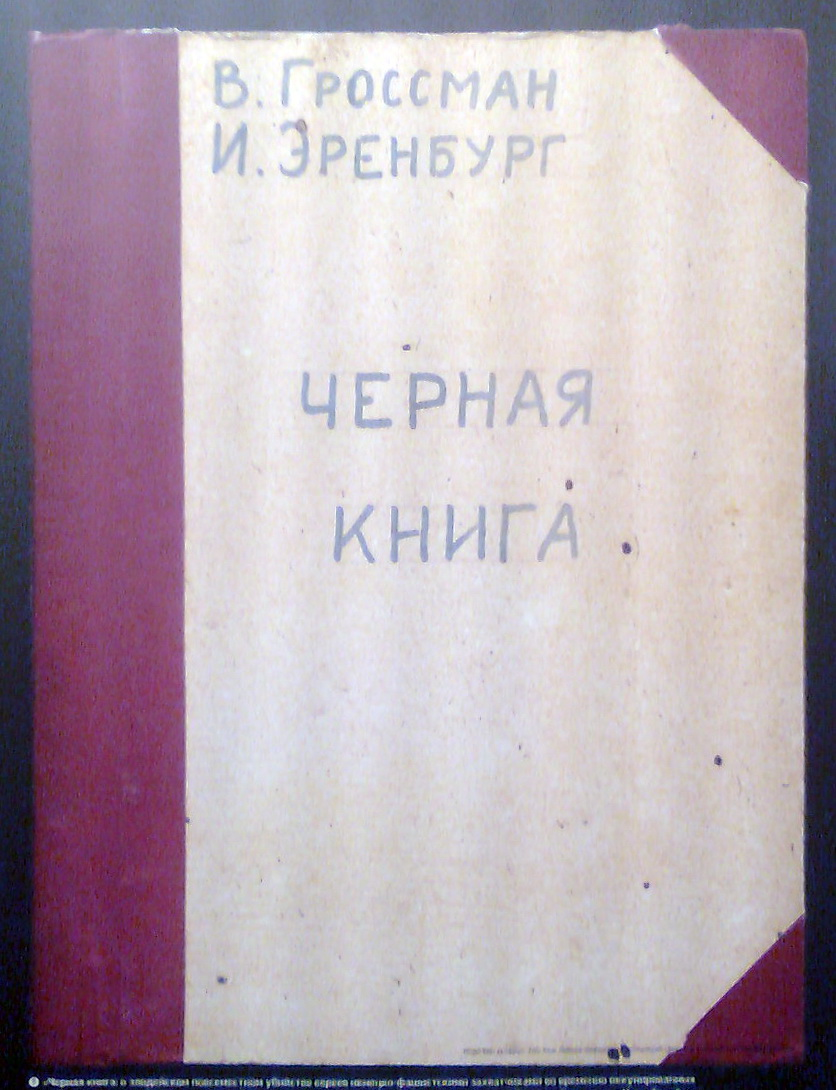
Чёрная книга

## Kurzeinführung
Ein Schwerpunkt des Glossars liegt auf in der jiddischen Sprache (jidischer schprach) gebräuchlichen Begriffen, die im Deutschen nicht aus sich heraus verständlich sind, enthält aber auch solche. Neben jiddischen Wörtern enthält das Glossar auch hebräische, insoweit sie im Jiddischen verwendet wurden.
Das folgende im weiteren Aufbau begriffene Glossar ist kein Fachvokabularium zur mörderischen Todesmaschinerie des Holocaust. Es hat zum Ziel, die jiddischen Begriffe zusätzlich mit einer deutschen Übersetzung wiederzugeben und wo nötig, ergänzende Informationen zu liefern (bzw. zu diesen zu verlinken). Die flexibel gehandhabte Transkription folgt aus praktischen Gründen zunächst des Öfteren worldcat.org, eine Einheitlichkeit der Schreibungen wurde nicht angestrebt, Alternativschreibungen wurden daher verschiedentlich aufgenommen. Das Wort für den Holocaust / die Schoah beispielsweise begegnet in den Schreibungen churbn, ḥurbn, khurbn usw. - Die von den amerikanischen und britischen Militärbehörden als „Displaced Persons“ (DPs) kategorisierte Personengruppe nannte sich selbst she'erit hapletah (hebräisch שארית הפליטה; „der überlebende Rest“).
In ihrem Essay "'A Rubric of Pain Words': Mapping Atrocity with Holocaust Yiddish Glossaries" untersucht die Historikerin Hannah Pollin-Galay beispielsweise einige der ersten Linguisten (Nachman Blumental, Elye Spivak und Israel Kaplan), die die Entwicklung des Jiddischen während und nach dem Holocaust dokumentierten und liefert einen genauen Blick auf das, was sie einen “catastrophe dialect” (“Katastrophendialekt”) nennt, und auch auf die Art und Weise, wie Nachkriegswissenschaftler versuchten, die Veränderungen, die der Nationalsozialismus in der Sprache und ihren Vokabularen bewirkte, zu verstehen.

## Glossar
- ariše papirn = arische Papiere

- bafrayung = Befreiung

- churbn (siehe unter khurbn)
- churves = Ruinen

- Daiṭšland (siehe unter Deitschland)
- Deitschland = Deutschland
- deitšer okupatzie = deutsche Besatzung
- Dos poilische jidntum = Das polnische Judentum[8] (jiddischsprachige Buchreihe)

- Exodus 1947 = Exodus 1947

- fabrikn fun toit = Todesfabriken / Vernichtungslager

- gaz kamer = Gaskammer
- gēhinnōm = Hölle (z. B. in dem Buchtitel Treblinker gēhinnōm / Die Hölle von Treblinka von Wassili Grossman; siehe auch Gehinnom)
- geṭo = Ghetto[9] (z. B. Budapest, Warschau, Vilnius)
- geto lider = Ghettolieder (siehe auch Liste von Schoah-Liederbüchern)

- heimlozikeit = Heimatlosigkeit
- Hiṭler-tkufe = Hitler-Zeit

- jidišer literatur = jiddische Literatur
- jidn = Juden
- jidntum = Judentum

- katset = KZ (Konzentrationslager)
- ḳatseṭlers = KZ-Häftlinge
- khurbn = Zerstörung (ein Wort für den Holocaust / die Schoah)

- lager = Lager

- memuarn = Memoiren
- milḥome = Krieg (z. B. Großer Vaterländischer Krieg)

- Mizreḥ-Eirope = Osteuropa
- Musterverk fun der yidisher literatur bzw. Musterwerk fun der jidischer literatur = Meisterwerke der jiddischen Literatur (jiddischsprachige Buchreihe)

- nochmilhamedikn lebn = Nachkriegsleben

- oyfshtand = Aufstand (z. B. der Aufstand im Warschauer Ghetto oder der Aufstand im Ghetto Bialystok)
- okupirte gebitn = besetzte Gebiete

- parṭizaner = Partisanen
- pleiṭe =  Flucht
- pleiṭim = Flüchtlinge
- poiliše jidn = polnische Juden
- Poiln = Polen

- Raṭn-Farband = Sowjetunion (wörtlich Räte-Verband)

- she'erit hapletah (hebr.) = „der überlebende Rest“ (siehe auch den Artikel Displaced Persons)
- štetl = Schtetl („Städtlein“)

- ṭogbuch = Tagebuch
- toit lager = Todeslager
- toit marshn = Todesmarsch
- tzurikgekomener = Zurückgekommener

- velt-milhomes bzw. welt-milḥāmōt = Weltkriege

- Waršewer geṭo = Warschauer Ghetto

- yidntum (siehe unter jidntum)
- yidisher literatur (siehe unter jidisher literatur)

- zichroines = Erinnerungen